# Rudolf Paulik
Rudolf Paulik (6. dubna 1863 Horní Vltavice – 26. října 1925 Horní Vltavice) byl rakouský a český politik německé národnosti z Čech, na počátku 20. století poslanec Říšské rady.

## Biografie
Vychodil základní školu a nižší reálné gymnázium. Profesí byl majitelem zemědělského hospodářství. Byl náměstkem předsedy Okresního zemědělského a lesnického spolku ve Vimperku.
Na počátku 20. století se zapojil i do celostátní politiky. V doplňovacích volbách roku 1911. Byl zvolen do Říšské rady (celostátní zákonodárný sbor) za obvod Čechy 124. Do parlamentu nastoupil 21. března 1911 místo Wenzela Grössla. Usedl do poslaneckého klubu Německý národní svaz, v jehož rámci reprezentoval Německou agrární stranu. Mandát obhájil za týž obvod i v řádných volbách do Říšské rady roku 1911. Ve vídeňském parlamentu setrval do zániku monarchie.Profesně byl k roku 1911 uváděn jako majitel hospodářství a obchodník.
Po válce zasedal v letech 1918–1919 jako poslanec Provizorního národního shromáždění Německého Rakouska (Provisorische Nationalversammlung).